# Catedral basílica de San Pedro y San Pablo (Poznan)
La catedral y basílica de San Pedro y San Pablo en Poznan es una de las iglesias más antiguas de Polonia y la primera catedral polaca. Es la catedral de la arquidiócesis de Poznan.

## Historia
El primer príncipe conocido de Polonia Miecislao I se convirtió al cristianismo, probablemente el simbólico «bautizo de Polonia» tuvo lugar en la actual isla de la Catedral de Poznan. El primer obispo polaco, Jordan, se instaló en la isla (968). 
La catedral fue reconstruida varias veces, primero en el estilo románico, luego gótico, barroco y neoclásico; actualmente gótica.

## Tumbas
La catedral aloja en su interior una serie de tumbas de reyes, príncipes y personajes de la nobleza polaca. Entre las más destacadas se encuentran las tumbas de:
- El príncipe Miecislao I (992)
- El rey Boleslao I el Bravo (1025)
- El rey Miecislao II (1034)
- El duque Casimiro I el Restaurador (1058)
- El duque Wladyslaw Odonic (1239)
- El duque Przemysł I (1257)
- El duque Bolesław Pobożny (1279)
- El rey Przemysł II (1296)

## Galería

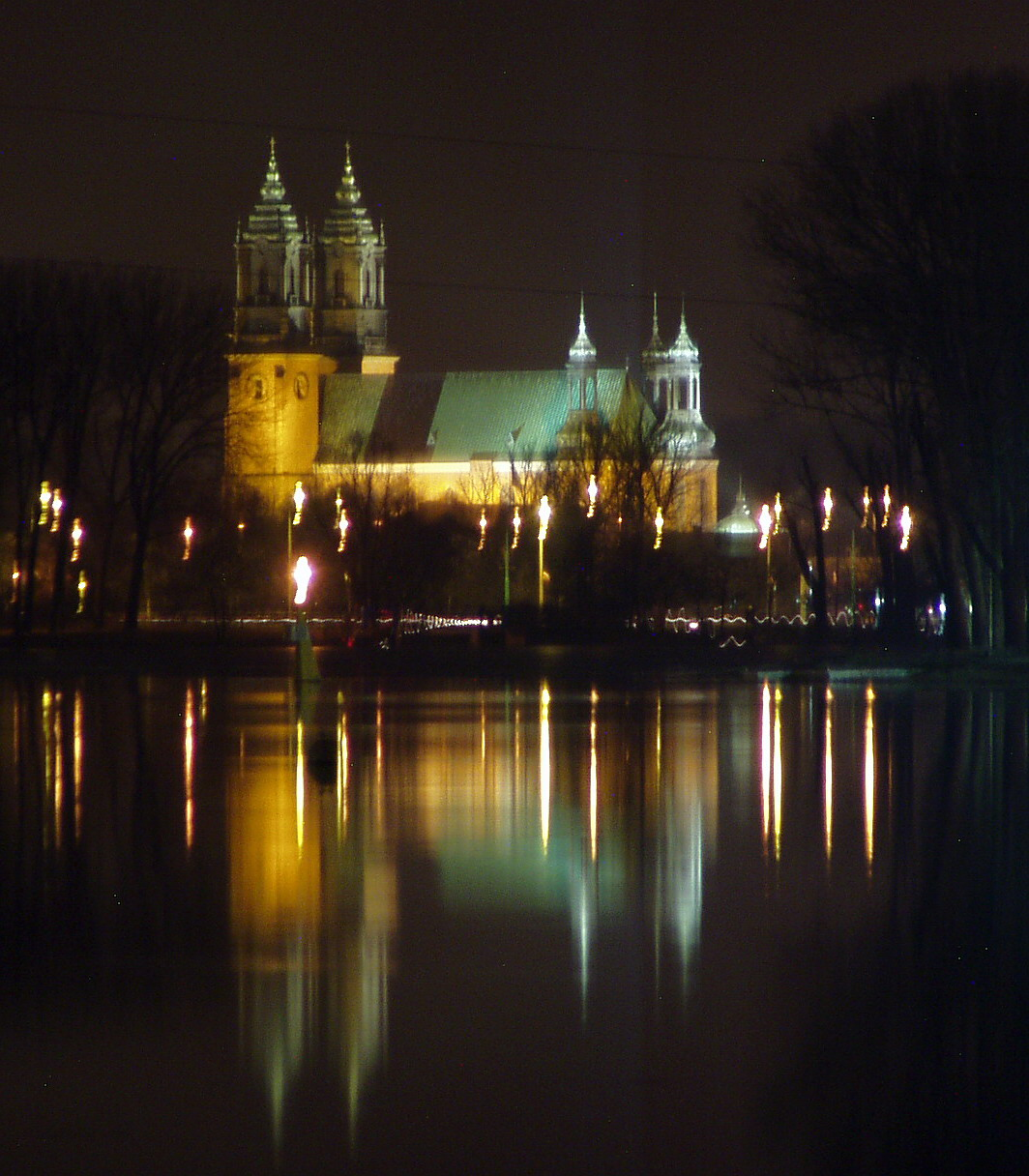
La Isla de noche.
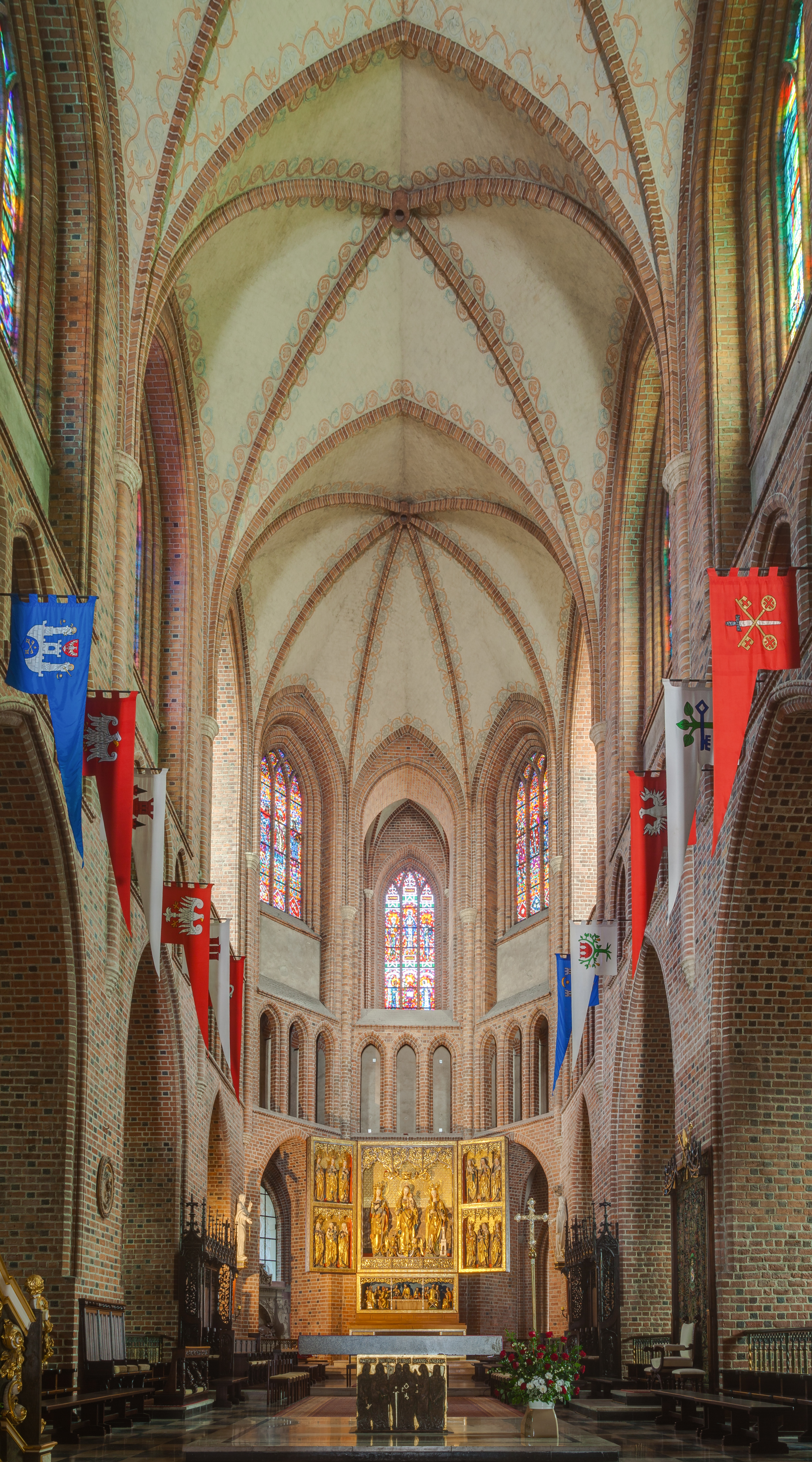
Vista interior del templo.
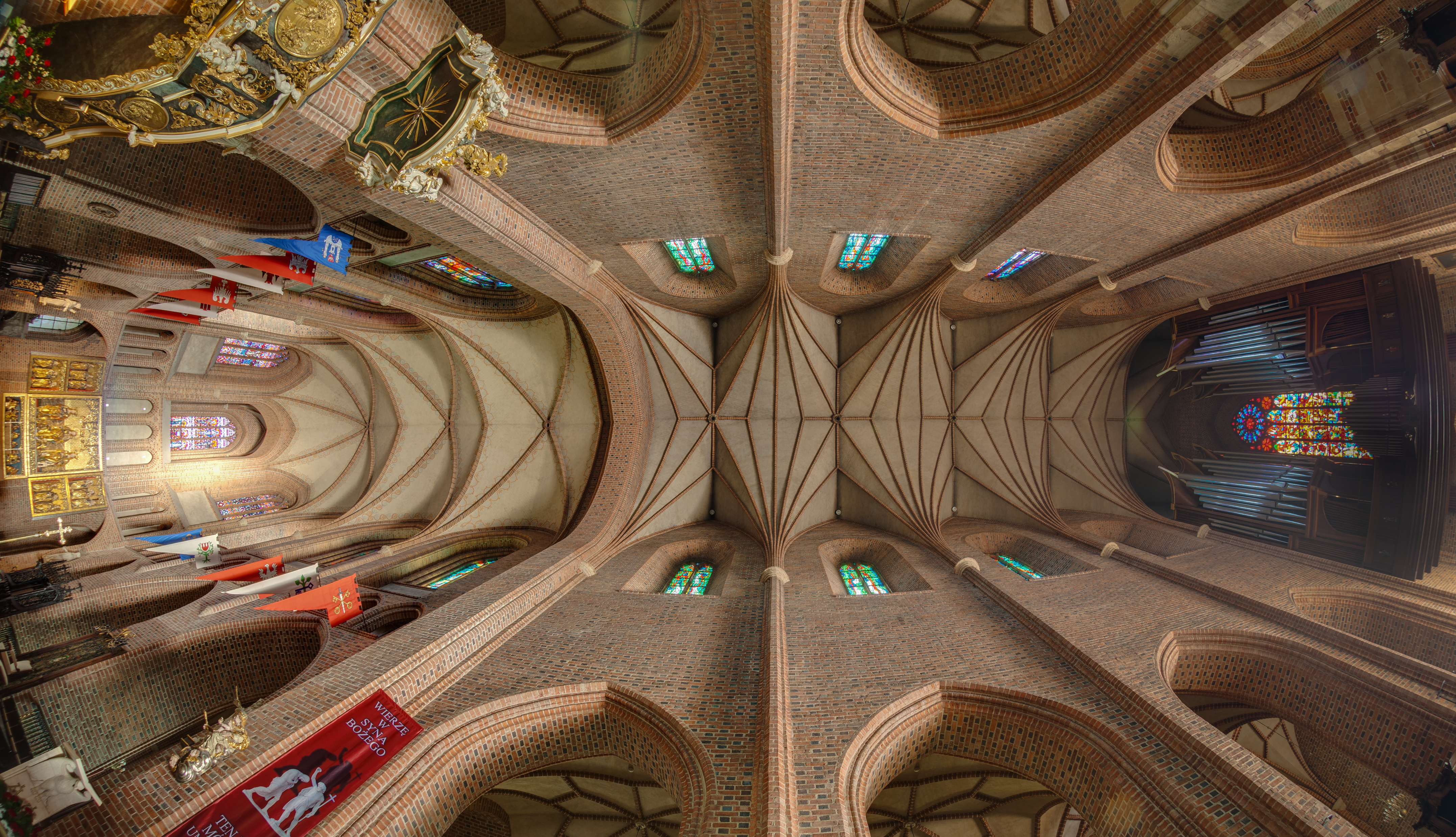
Vista de gran angular de la parte superior.
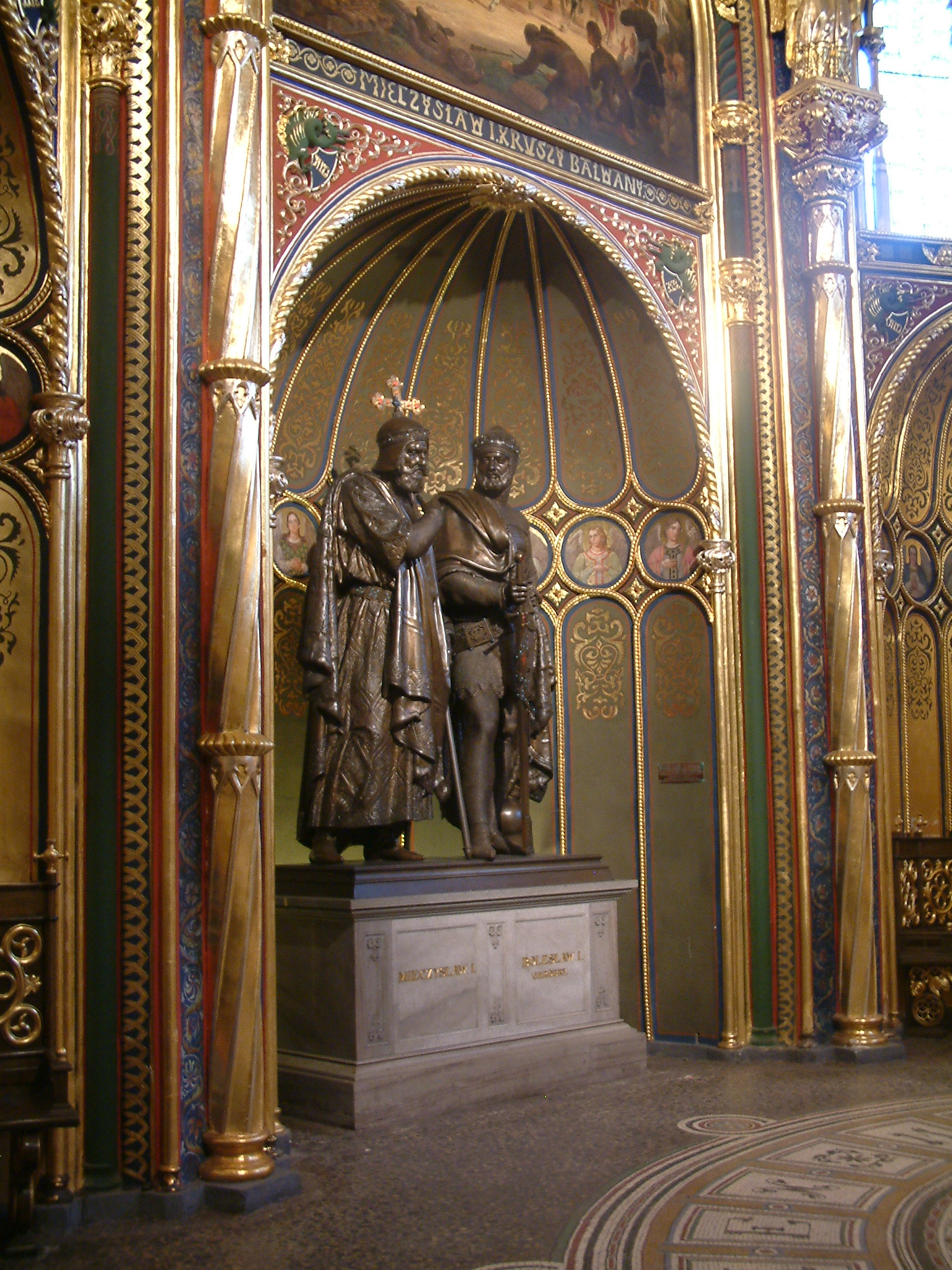
La Capilla Dorada.